# Eicochrysops messapus
Eicochrysops messapus is een vlinder uit de familie van de Lycaenidae. De wetenschappelijke naam van de soort is voor het eerst gepubliceerd in 1824 door Jean-Baptiste Godart.

## Verspreiding
De soort komt voor in Ethiopië, Congo-Kinshasa, Oeganda, Kenia, Tanzania, Angola, Zambia, Malawi, Mozambique, Zimbabwe, Botswana, Namibië, Zuid-Afrika, Swaziland, Lesotho en Jemen.

## Habitat
Savanne, grasland, fynbos en rotsachtig terrein. In Tanzania komt deze vlinder tussen 900 en 3200 meter hoogte voor.

## Waardplanten
De rups leeft op Vachellia seyal, Indigofera, Thesium costatum en Thesium pallidum. 

## Parasieten
De rupsen van deze vlinder kunnen worden geparasiteerd door sluipvliegen (Tachinidae) van het geslacht Zenillia en door Aplomya distans.

## Ondersoorten
- Eicochrysops messapus messapus (Godart, 1824)
  - = Polyommatus messapus Godart, 1824
- Eicochrysops messapus mahallakoaena (Wallengren, 1857)
  - = Lycaena mahallakoaena Wallengren, 1857
- Eicochrysops messapus nandiana (Bethune-Baker, 1906)
  - = Catochrysops nandiana Bethune-Baker, 1906
  - = Cupido sapphirina Stoneham, 1938
- Eicochrysops messapus sebagadis (Guérin-Méneville, 1849)
  - = Polyommatus sebagadis Guérin-Méneville, 1849